# Jože Gal
Pour les articles homonymes, voir Gal.
Jože Gal était un photographe yougoslave puis slovène.

## Biographie
Il a principalement vécu et travaillé à Maribor.

## Galerie

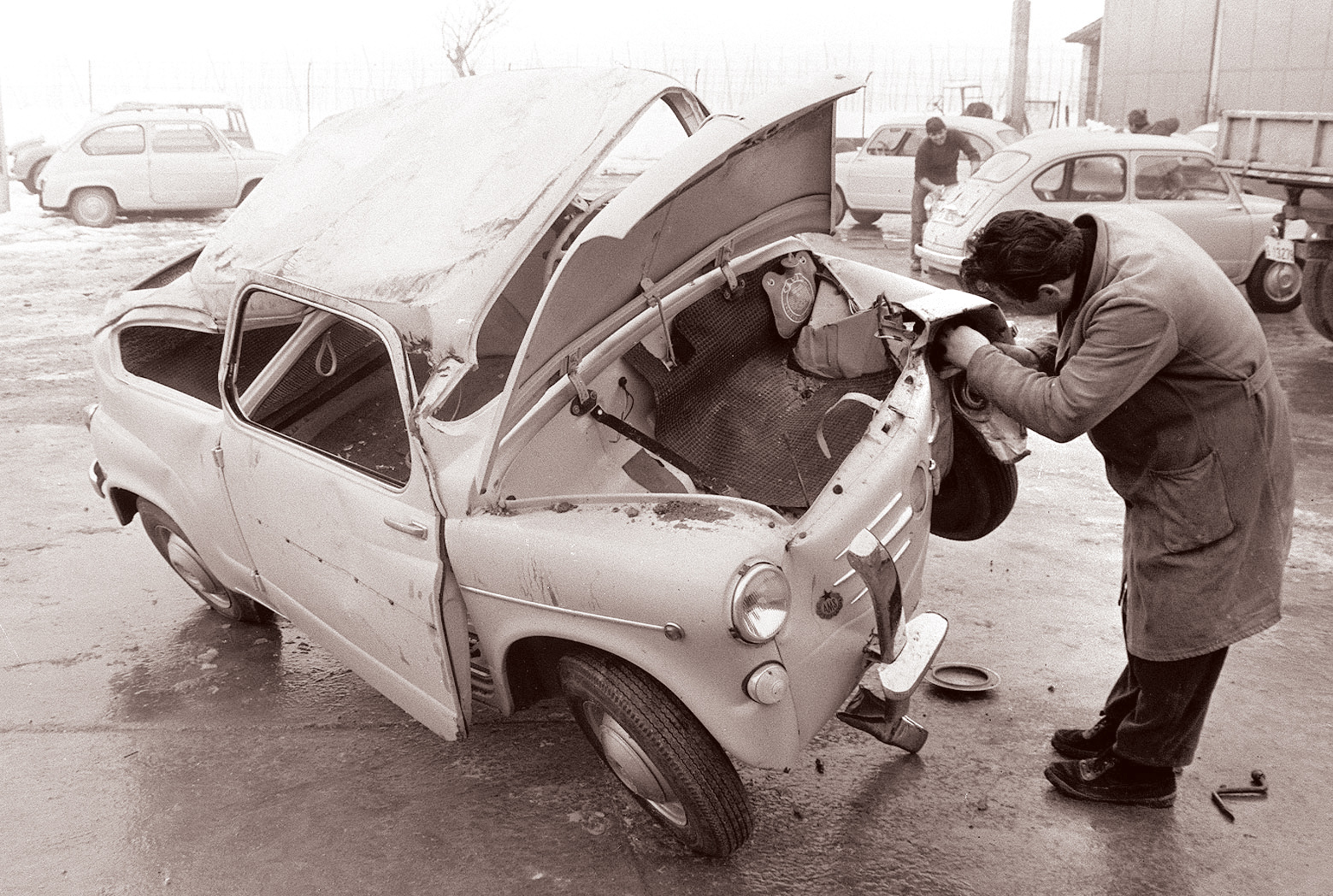
Une Zastava 750
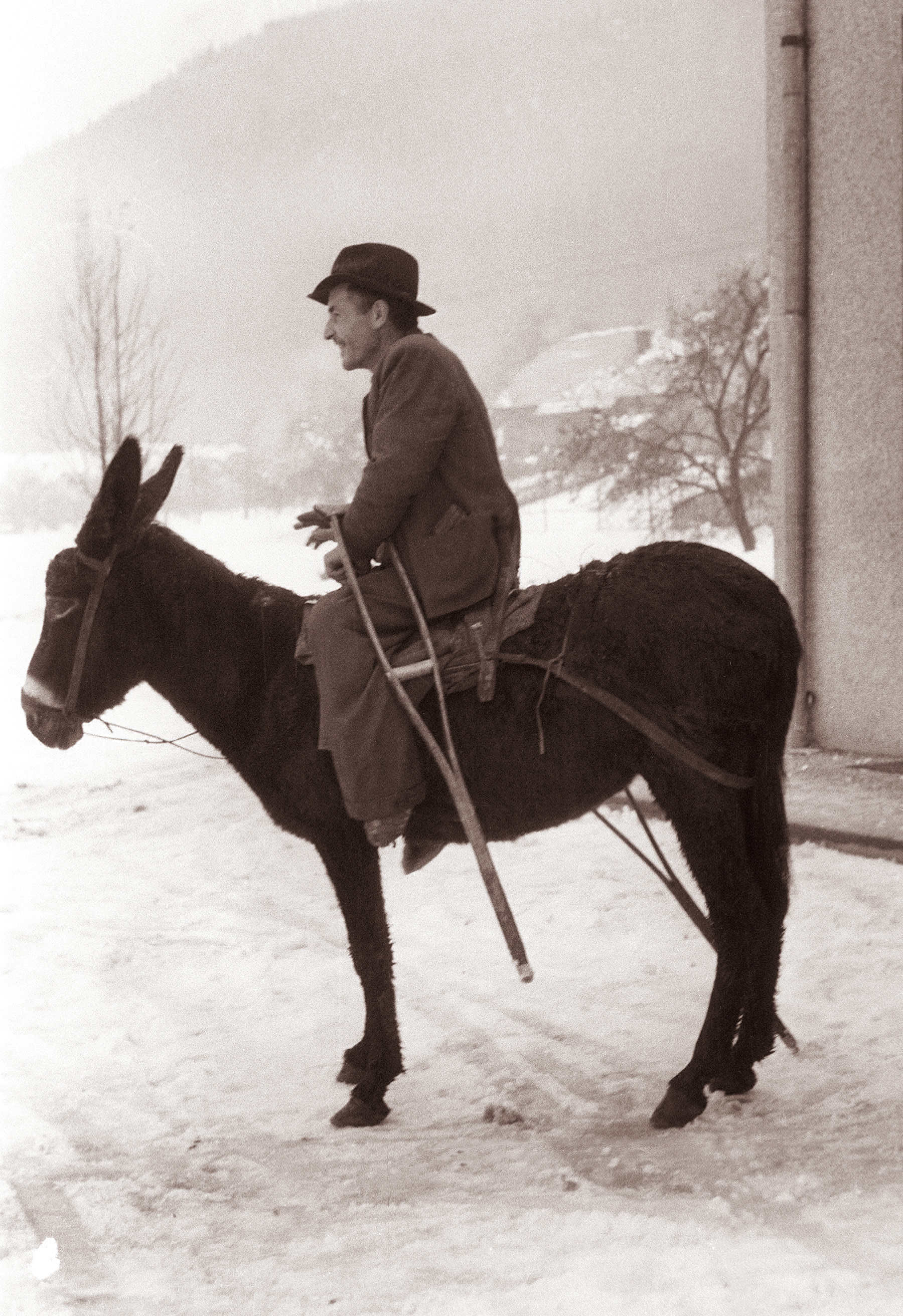
Homme chevauchant un âne à Otiški Vrh (en)
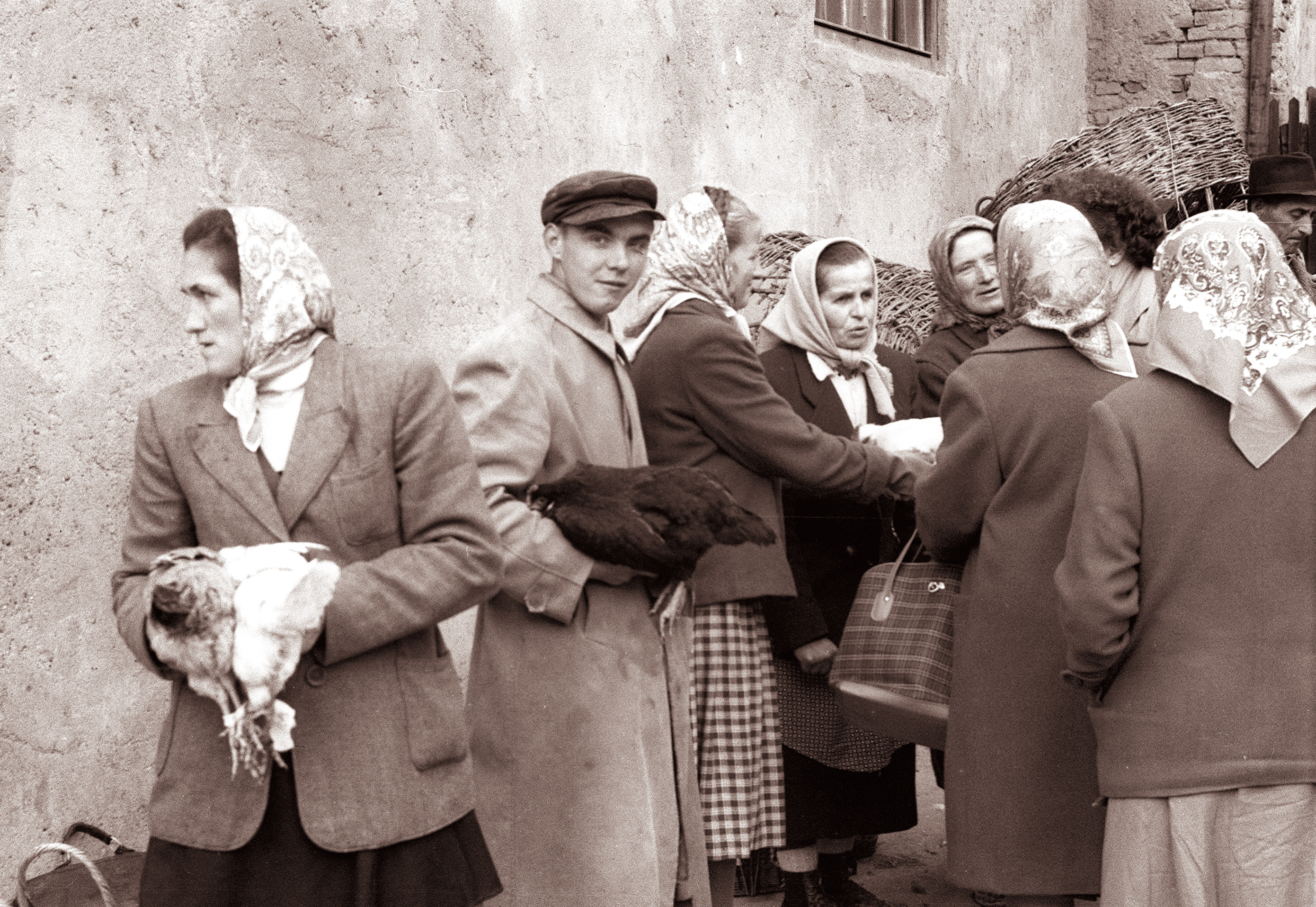
Le Mariborska tržnica (sl), un marché de Maribor
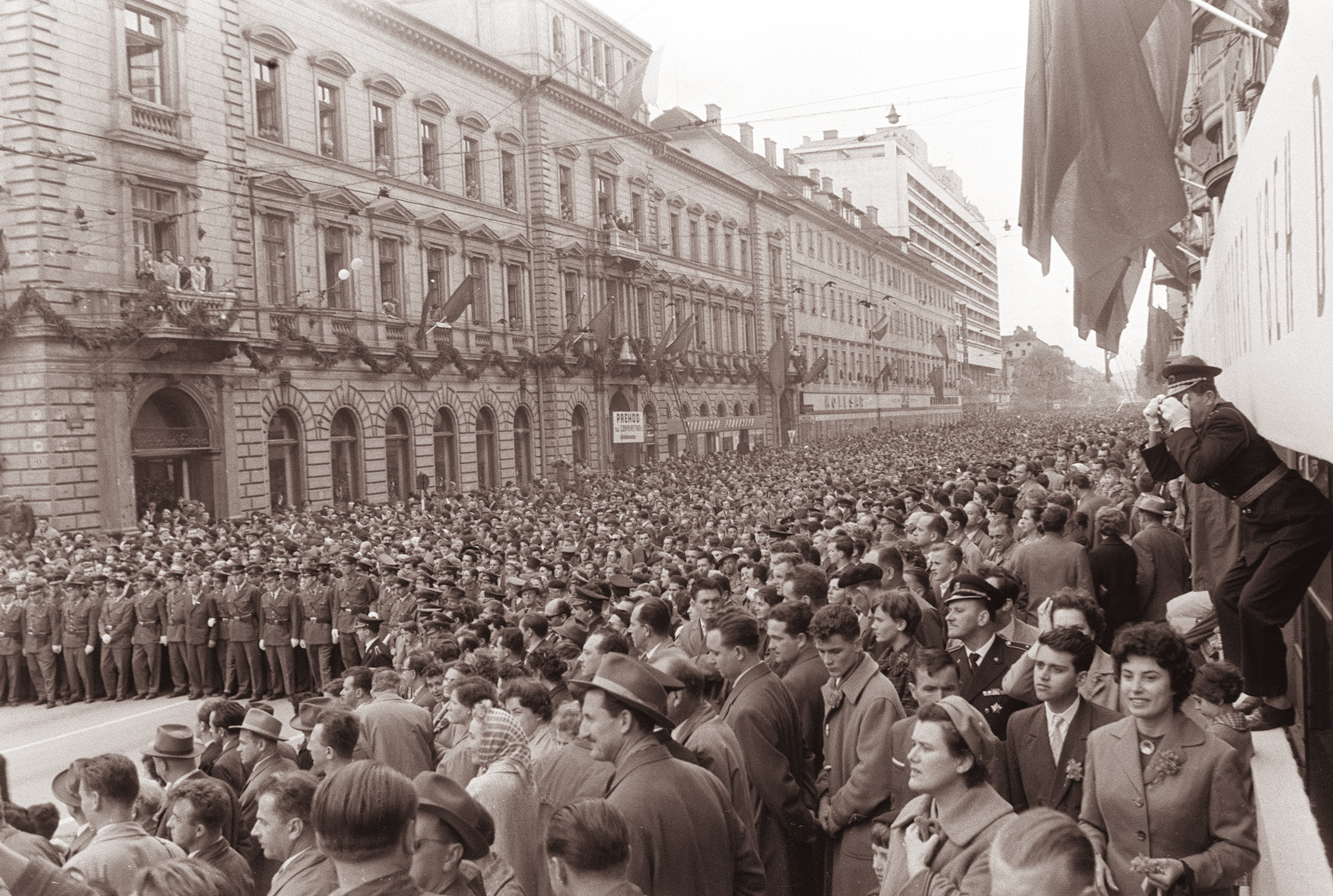
1er mai 1961 à Ljubljana

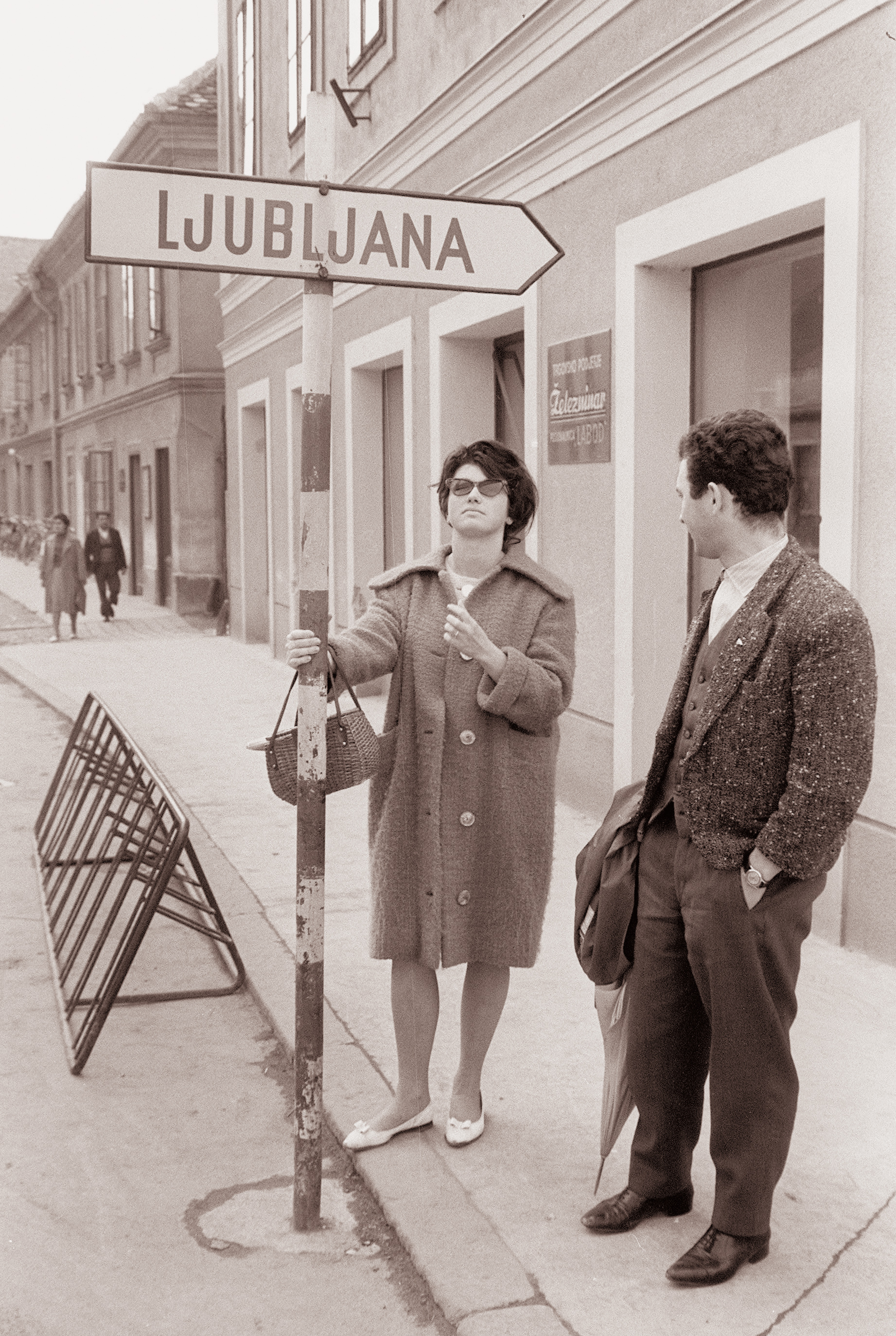
Celje, 1961
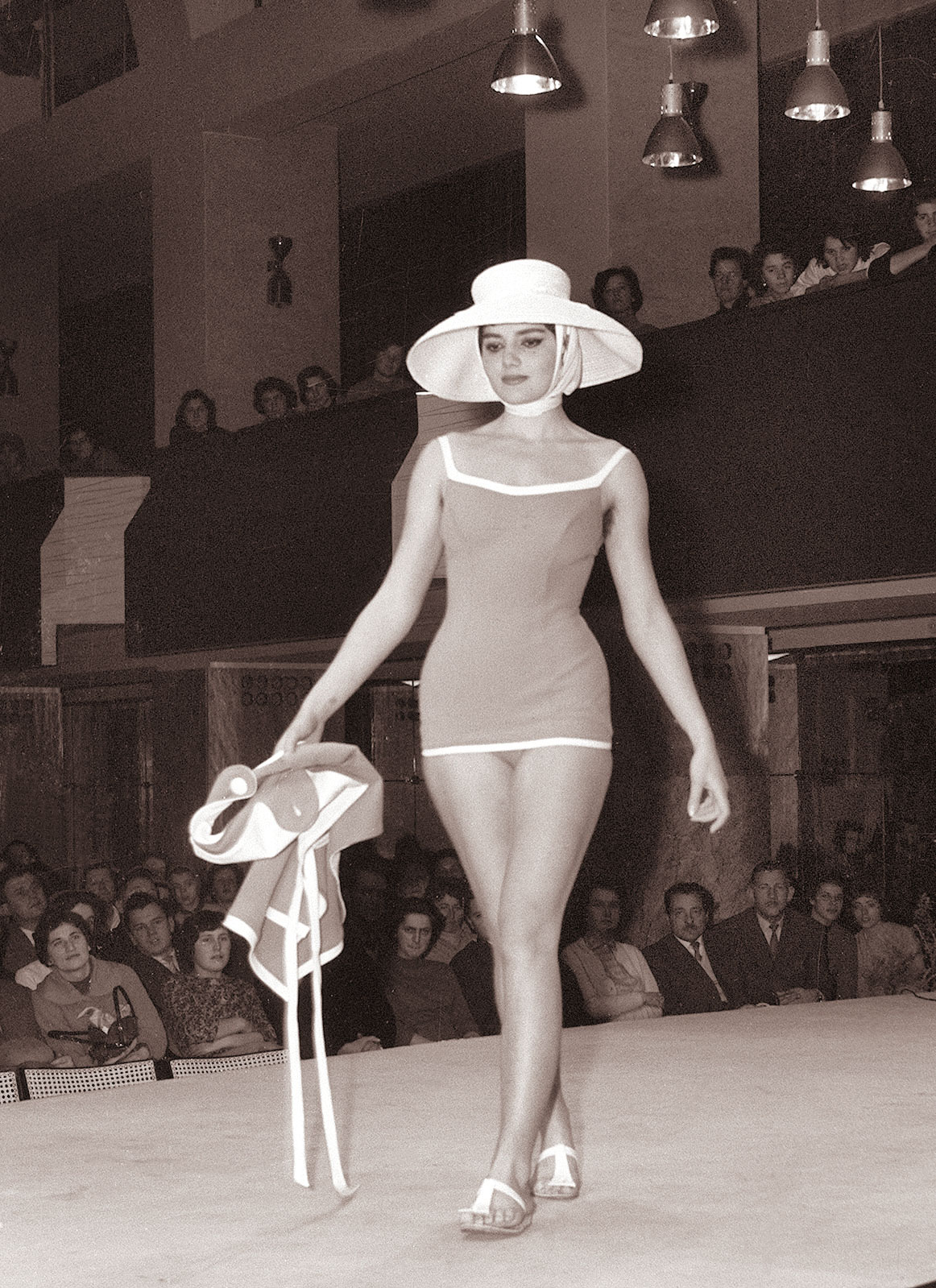
Défilé de mode au Exhibition and Convention Centre (Ljubljana) (en), 1960
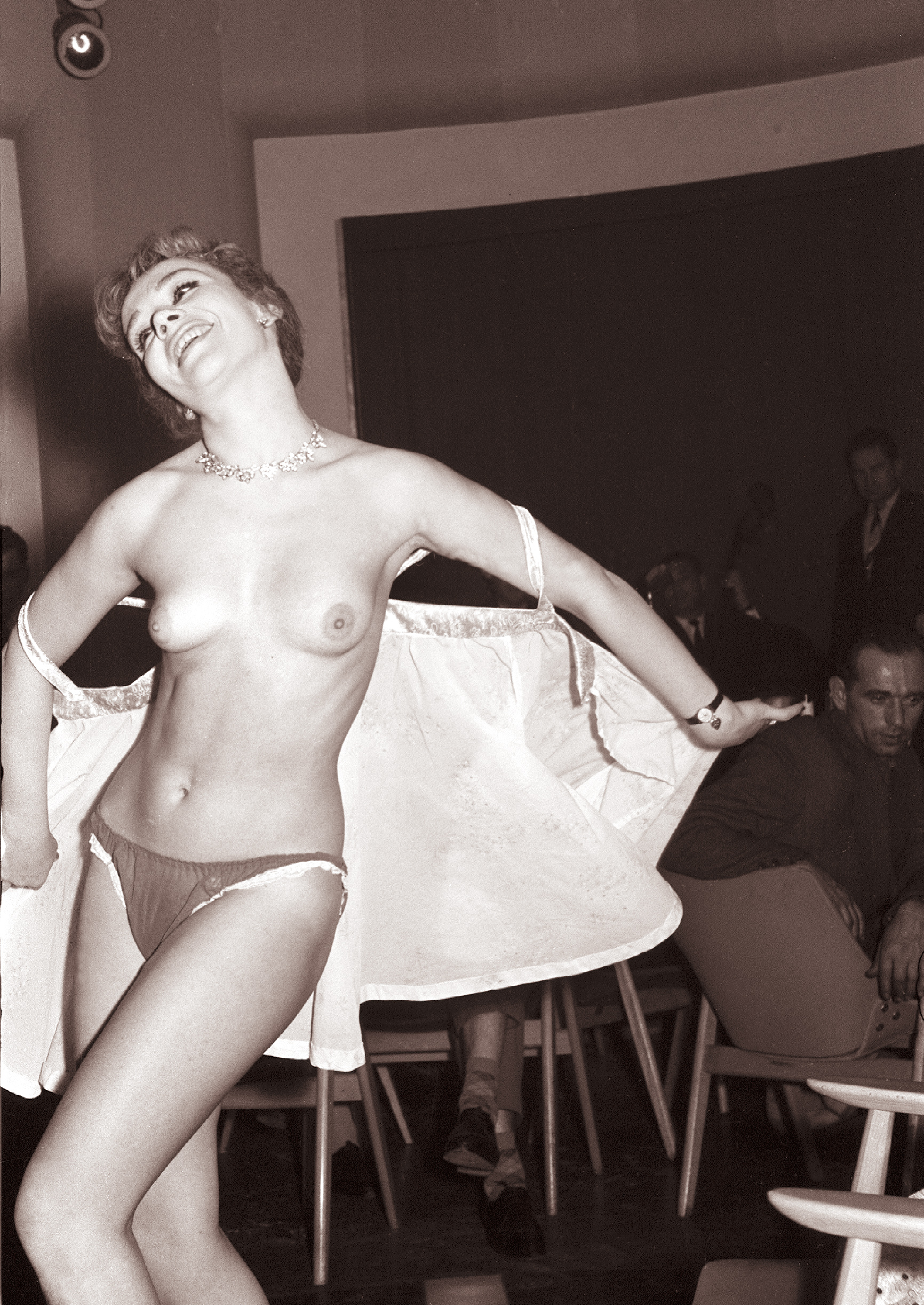
Des artistes yougoslaves se produisant au centre de divertissement nocturne de Maribor
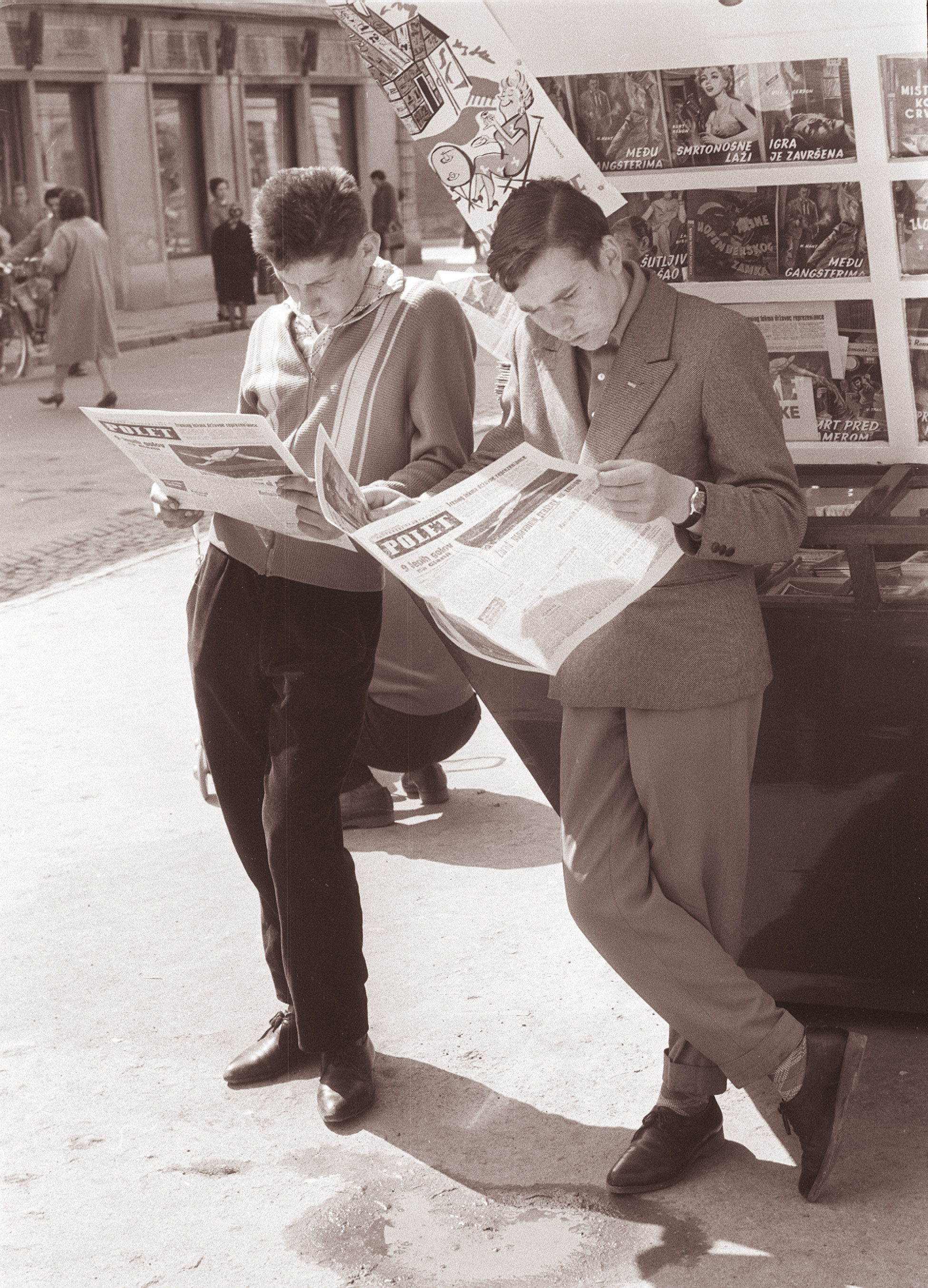
Lecture de journaux à un kioske, 1961